# ウェベルトン・ジ・ソウザ・サントス
ウェベルトンことウェベルトン・ジ・ソウザ・サントス（Weverton de Souza Santos、2002年6月29日 - ）はブラジル・リオデジャネイロ州ノヴァ・イグアス出身のプロサッカー選手。Jリーグ・アスルクラロ沼津所属。ポジションはフォワード。

## 経歴
2017年にノヴァ・イグアスFCの下部組織に入団、2018年からはCRフラメンゴの下部組織でプレーした。その後、ポルトガルのアカデミカ・コインブラの下部組織で半年間の期限付き移籍の後に渡米、ニューイングランド・レボリューションのリザーブチームでプレーした。
2023年12月31日、2024年シーズンからジュビロ磐田に加入。
6月26日のJ1リーグ第20節東京ヴェルディ戦にて公式戦初出場を果たした。
2025年はアスルクラロ沼津に期限付き移籍となった。

## 所属クラブ
- 2017年 - 2018年  ノヴァ・イグアスFC
- 2019年 - 2022年  CRフラメンゴ
  - 2021年 - 2022年  アカデミカ・コインブラ（期限付き移籍）
- 2022年 - 2023年  ニューイングランド・レボリューションII（英語版）
- 2024年 -  ジュビロ磐田
  - 2025年  アスルクラロ沼津（期限付き移籍）

## 個人成績
| 国内大会個人成績 | 国内大会個人成績 | 国内大会個人成績 | 国内大会個人成績 | 国内大会個人成績 | 国内大会個人成績 | 国内大会個人成績 | 国内大会個人成績 | 国内大会個人成績 | 国内大会個人成績 | 国内大会個人成績 | 国内大会個人成績 |
| 年度             | クラブ           | 背番号           | リーグ           | リーグ戦         | リーグ戦         | リーグ杯         | リーグ杯         | オープン杯       | オープン杯       | 期間通算         | 期間通算         |
| 年度             | クラブ           | 背番号           | リーグ           | 出場             | 得点             | 出場             | 得点             | 出場             | 得点             | 出場             | 得点             |
| 日本             | 日本             | 日本             | 日本             | リーグ戦         | リーグ戦         | リーグ杯         | リーグ杯         | 天皇杯           | 天皇杯           | 期間通算         | 期間通算         |
| ---------------- | ---------------- | ---------------- | ---------------- | ---------------- | ---------------- | ---------------- | ---------------- | ---------------- | ---------------- | ---------------- | ---------------- |
| 2024             | 磐田             | 17               | J1               | 1                | 0                | 0                | 0                | 1                | 0                | 2                | 0                |
| 2025             | 沼津             | 29               | J3               |                  |                  |                  |                  |                  |                  |                  |                  |
| 通算             | 日本             | 日本             | J1               | 1                | 0                | 0                | 0                | 1                | 0                | 2                | 0                |
| 通算             | 日本             | 日本             | J3               |                  |                  |                  |                  |                  |                  |                  |                  |
| 総通算           | 総通算           | 総通算           | 総通算           | 1                | 0                | 0                | 0                | 1                | 0                | 2                | 0                |